# Classique Paul Hunter de snooker
Le Classique Paul Hunter (Paul Hunter Classic, parfois appelé Hunter Cup) est un tournoi de snooker de catégorie non-classée (en anglais non-ranking). De 2010 à 2015, il faisait partie du championnat du circuit des joueurs (en anglais Players Tour Championship). Barry Hawkins est le tenant du titre.

## Historique
Le tournoi a commencé en 2004 en tant que Grand Prix de Fürth (en anglais Grand Prix Fürth) dans la ville de Fürth, dans le land de Bavière, en Allemagne. Les deux années suivantes, il porte le nom de Fürth German Open puis, à compter de 2007 celui de Classique Paul Hunter (en anglais Paul Hunter Classic) en hommage au joueur anglais de snooker Paul Hunter (1978-2006), vainqueur de la première édition du tournoi. En 2010, il devient l'une des étapes du championnat du circuit des joueurs. Depuis 2016, le tournoi est devenu de catégorie classée (en anglais ranking).
Trois breaks maximums ont été comptabilisés au cours de l'histoire du tournoi, le premier en 2011 par Ronnie O'Sullivan, le deuxième en 2012 par Ken Doherty dont il s'agissait du premier 147, le troisième en 2014 par Aditya Mehta faisant de lui le premier joueur indien à réaliser un 147 officiel, le quatrième en 2016 par Thepchaiya Un-Nooh et les cinquièmes et sixièmes en 2018, le même jour, par Michael Georgiou et Jamie Jones.

## Palmarès
| Année                                      | Vainqueur                                | Finaliste                                | Score                                    | Saison                                   |
| Grand Prix de Fürth (non-classé, pro-am)   | Grand Prix de Fürth (non-classé, pro-am) | Grand Prix de Fürth (non-classé, pro-am) | Grand Prix de Fürth (non-classé, pro-am) | Grand Prix de Fürth (non-classé, pro-am) |
| ------------------------------------------ | ---------------------------------------- | ---------------------------------------- | ---------------------------------------- | ---------------------------------------- |
| 2004                                       | Paul Hunter                              | Matthew Stevens                          | 4–2                                      | 2004-2005                                |
| Open de Fürth (non-classé, pro-am)         |                                          |                                          |                                          |                                          |
| 2005                                       | Mark King                                | Michael Holt                             | 4–2                                      | 2005-2006                                |
| 2006                                       | Michael Holt                             | Barry Hawkins                            | 4–2                                      | 2006-2007                                |
| Classique Paul Hunter (non-classé, pro-am) |                                          |                                          |                                          |                                          |
| 2007                                       | Barry Pinches                            | Ken Doherty                              | 4–0                                      | 2007-2008                                |
| 2008                                       | Shaun Murphy                             | Mark Selby                               | 4–0                                      | 2008-2009                                |
| 2009                                       | Shaun Murphy (2)                         | Jimmy White                              | 4–0                                      | 2009-2010                                |
| Classique Paul Hunter (classé mineur)      |                                          |                                          |                                          |                                          |
| 2010                                       | Judd Trump                               | Anthony Hamilton                         | 4–3                                      | 2010-2011                                |
| 2011                                       | Mark Selby                               | Mark Davis                               | 4–0                                      | 2011-2012                                |
| 2012                                       | Mark Selby (2)                           | Joe Swail                                | 4–1                                      | 2012-2013                                |
| 2013                                       | Ronnie O'Sullivan                        | Gerard Greene                            | 4–0                                      | 2014-2014                                |
| 2014                                       | Mark Allen                               | Judd Trump                               | 4–2                                      | 2014-2015                                |
| 2015                                       | Ali Carter                               | Shaun Murphy                             | 4–3                                      | 2015-2016                                |
| Classique Paul Hunter (classé)             |                                          |                                          |                                          |                                          |
| 2016                                       | Mark Selby (3)                           | Tom Ford                                 | 4–2                                      | 2016-2017                                |
| 2017                                       | Michael White                            | Shaun Murphy                             | 4–2                                      | 2017-2018                                |
| 2018                                       | Kyren Wilson                             | Peter Ebdon                              | 4–2                                      | 2018-2019                                |
| Classique Paul Hunter (non-classé)         |                                          |                                          |                                          |                                          |
| 2019                                       | Barry Hawkins                            | Kyren Wilson                             | 4-3                                      | 2019-2020                                |
| 2020                                       | Édition annulée (pandémie de Covid-19)   | Édition annulée (pandémie de Covid-19)   | Édition annulée (pandémie de Covid-19)   | 2020-2021                                |

## Bilan par pays
| Pays            | Joueurs | Total | Premier titre | Dernier titre |
| --------------- | ------- | ----- | ------------- | ------------- |
| Angleterre      | 11      | 14    | 2004          | 2019          |
| Irlande du Nord | 1       | 1     | 2014          | 2014          |
| Pays de Galles  | 1       | 1     | 2017          | 2017          |